# Paraiba (ryba)
Paraiba (Brachyplatystoma filamentosum) – gatunek dużej, wędrownej ryby z rodziny mandiowatych (Pimelodidae), największy przedstawiciel sumokształtnych i największa z drapieżnych ryb dorzecza Amazonki, poławiana w celach konsumpcyjnych.

## Rozmieszczenie i środowisko
Zasięg występowania tego gatunku obejmuje dorzecza Amazonki i Orinoko oraz głównych rzek Gujany i północno-wschodniej Brazylii. Odnotowany również w Argentynie. Przebywa nad miękkim dnem.

## Taksonomia i nazewnictwo zwyczajowe
W 1819 Martin Lichtenstein opisał ten gatunek naukowo z Brazylii pod nazwą Pimelodus filamentosus.
Polska nazwa zwyczajowa paraiba nawiązuje do nazwy piraíba, pochodzącej z języka południowoamerykańskich Indian (pyra – ryba i iba – zły smak lub zły humor) – wśród tubylców paraiba ma opinię okrutnego drapieżnika o reputacji ludojada.
Podobną etymologię ma epitet gatunkowy jednego z synonimów naukowej nazwy tego gatunku – Piratinga piraaiba. W literaturze zachodniej nazwa piraíba stosowana jest również dla pokrewnego gatunku Brachyplatystoma capapretum.

## Cechy charakterystyczne

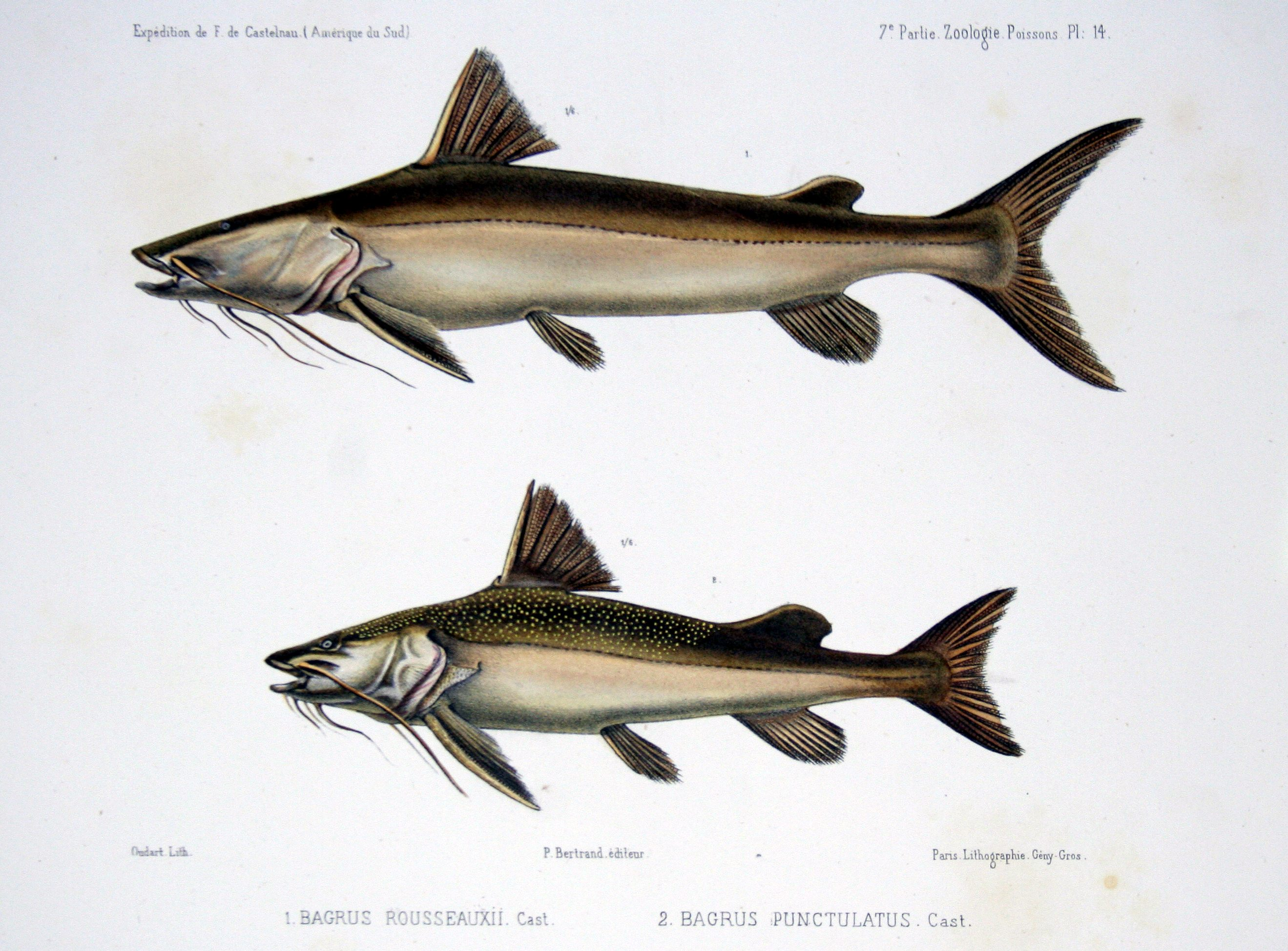
U góry: pokrewny gatunek Brachyplatystoma rousseauxii

Budowa ciała tego gatunku jest typowa dla mandiowatych: wrzecionowate ciało bez łusek, trzy pary długich wąsików, występuje płetwa tłuszczowa.
Gatunki z rodzaju Brachyplatystoma również są do siebie podobne, trudne do odróżnienia, różnią się szczegółami anatomicznymi oraz deseniem na ciele dorosłych osobników, które mają grzbiet od ciemnego do jasnoszarego, często z małymi ciemnymi plamami na płetwie ogonowej lub na trzonie ogonowym. Młode B. filamentosum i siostrzanego B. capapretum, jako jedyne w rodzaju Brachyplatystoma, mają plamki na wysokości linii bocznej i ponad nią; plamki te zanikają z wiekiem. Dorosłe osobniki tego gatunku osiągają przeciętnie ok. 1,2 m, maksymalnie 3,6 m długości całkowitej (TL). Maksymalna odnotowana masa ciała to 200 kg.

## Biologia i ekologia
Biologia i ekologia tego suma pozostaje słabo poznana. Na podstawie badań pokrewnych gatunków z rodzaju Brachyplatystoma naukowcy przypuszczają, że paraiba i jej krewni są rybami wykonującymi w ciągu swojego życia najdłuższe spośród ryb słodkowodnych wędrówki. Przypuszczenia te są oparte na następujących obserwacjach: młode osobniki są spotykane w ujściach rzecznych na wybrzeżu Atlantyku; duże dojrzałe osobniki występują prawie wyłącznie w zachodniej Amazonii; w środkowej i dolnej Amazonii prawie nigdy nie zostały złapane dojrzałe osobniki tego rodzaju. Dorosłe osobniki kilku Brachyplatystoma spp. odbywają tarło u źródeł rzek zachodniej Amazonii. Ikra i larwy niesione w nurcie rzek kilka tysięcy kilometrów docierają do delty Amazonki na wschodzie kontynentu, gdzie dorastają; przy wysokim poziomie rzek dorosłe osobniki migrują na zachód, do ich górnego biegu. Do rozrodu przystępują prawdopodobnie pomiędzy 6. a 10. rokiem życia.
Głównym pokarmem paraiby są ryby, w jej żołądkach znajdowano też szczątki uznane za fragmenty ciała małp. W niektórych częściach Amazonki od czasu do czasu paraiba atakuje człowieka.

## Znaczenie gospodarcze

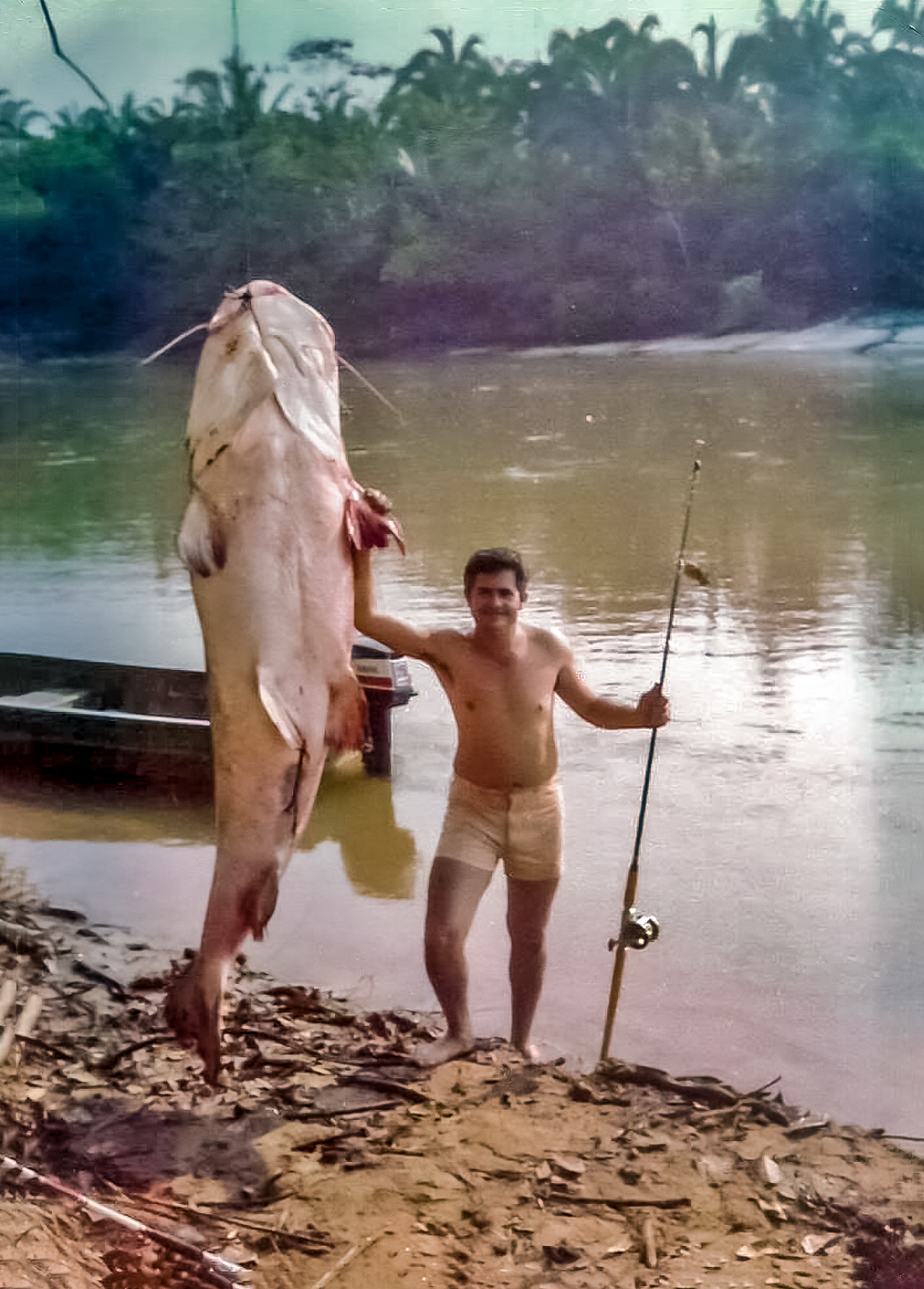
Fotografia z połowu paraiby

Paraiba jest  poławiana komercyjnie za pomocą sieci skrzelowych i sznurów haczykowych, oraz sportowo. Ceniona za wysokiej jakości mięso. W latach 70. XX w. był to główny gatunek w połowach nad Amazonką (ok. 94% całkowitego połowu w 1977). W kolejnych latach  jego udział w połowach spadł drastycznie – w 2004 wynosił 5% całkowitego połowu. W Bogocie osiąga wysokie ceny i jest eksportowana.

## Zagrożenia
Gatunek nie figuruje w czerwonej księdze IUCN ani na lokalnych listach gatunków zagrożonych. Populacja może być zagrożona z powodu przełowienia oraz długiego okresu dojrzewania płciowego.